# Меридіан товстої кишки (II)

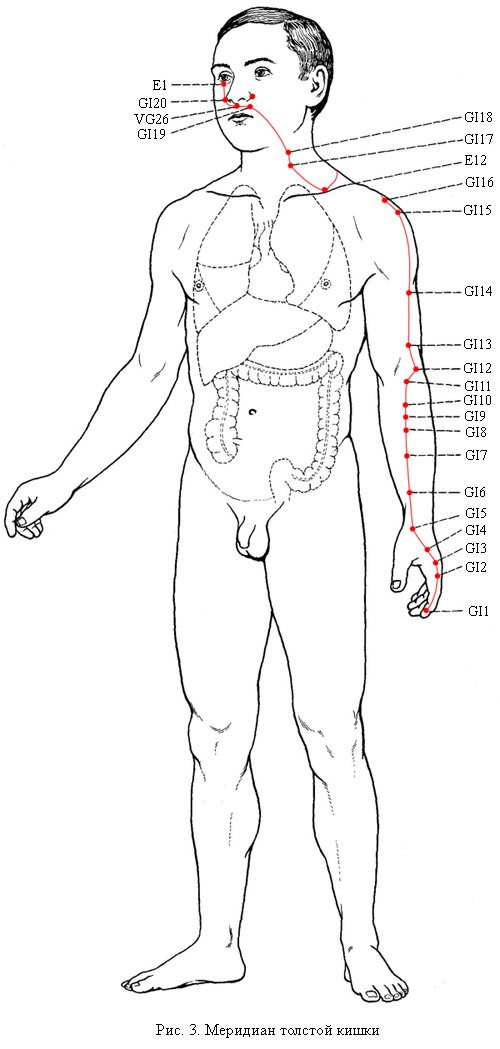
Розміщення меридіану на тілі людини

Меридіан товстої кишки — другий із 12 основних меридіанів, парний, симетричний, доцентровий, відноситься до системи Ян. Налічує 20 пунктів акупунктури на кожній стороні.
Система меридіану товстої кишки включає функцію виведення шлаків, бере певну участь у циркуляції «рідин» організму (йде мова про увесь відділ товстої кишки до анального отвору)
Позначають як, цифрами — II, літерами — Gi(фр.), Di(нім.), LI(англ.), наприклад: 1II, Gi1, Di1, LI1 («торгівля ян» — перший пункт меридіану товстої кишки).
Часом найвищої активності меридіану є 05.00-07.00, пасивності — 17.00-19.00.

## Точки на меридіані
1 Шан-ян (商陽 — торгівля ян，井穴). На променевій стороні вказівного пальця руки, приблизно на 0,1 цуня назовні від кута нігтя.
2 Ер-цзянь (二間，荥穴). При трохи зігнутій в кулак кисті на променевій стороні вказівного пальця, у впадині допереду від п'ястково-фалангового суглобу.
3 Сань-цзянь (三間，输穴). При трохи зігнутій в кулак кисті на променевій стороні вказівного пальця, в западині дозаду від п'ястково- фалангового суглобу.
4 Хе-гу (合谷，原穴). На тильній стороні кисті між I і II п'ястковими кістками, приблизно в середині променевого краю II п'ясткової кістки.
5 Ян-сі (陽谿，经穴). На променевому краю тильного боку зап'ястя, при відведенні великого пальця — в поглибленні між сухожиллями довгого і короткого розгиначів великого пальця кисті.
6 Пянь-лі (偏歷，络穴). На лінії, що з'єднує точки Ян-сі Gi5 і Цюй-чі Gi11, на 3 цуні вище точки Ян-сі Gi5. Для знаходження точки часто застосовується наступний спосіб: пацієнт схрещує руки через проміжки між великими і вказівними пальцями. Точка Пянь-лі G6 знаходиться в поглибленні на рівні кінчика середнього пальця.
7 Вень-лю (溫溜，郄穴). На сполучній лінії між точками Ян-сі Gi5 і Цюй-чі G11, на 5 цунів вище точки Ян-сі Gi5.
8 Ся-лянь (下廉). На лінії, що з'єднує точки Ян-сі Gi5 і Цюй-чі Gi11, на 4 цуні нижче точки Цюй-чі Gi11.
9 Шан-лянь (上廉). На лінії, що з'єднує точки Ян-сі Gi5 і Цюй-чі Gi11, на 3 цуні нижче точки Цюй-чі Gi11.
10 Шоу-сань-лі (手三里). На лінії, що з'єднує точки Ян-сі Gi5 і Цюй-чі Gi11, на 2 цуня нижче точки Цюй-чі Gi11.
11 Цюй-чі (曲池，合穴). При зігнутій в ліктьовому суглобі руці у поглибленні у променевого краю ліктьової складки. Цей спосіб знаходження точки вперше запропонований у книзі «Тай пін шен хуей фан» (Відомості чудодійних рецептів Великого спокою, 992 р.). У книзі «Чжень цзю цзя і цзин» (Канон основ акупунктури і припікання, 282 р.) говориться, що точка Цюй-чі Gi11 розташована «… із зовнішнього боку ліктя між плечової та променевої кістками». Іноді вказується, що точка розташована між краєм ліктевої складки і латеральним надвиростком плечової кістки, або в середині сполучної лінії між точкою Чі-Цзе P5 і латеральним надвиростком плечової кістки.
12 Чжоу-ляо (肘髎). При зігнутій в ліктьовому суглобі руці на 1 цунь назовні і догори від точки Цюй-чі Gi11, біля переднього краю плечової кістки.
13 Шоу-у-чи (手五里). На лінії, що з'єднує точки Цюй-чі Gi11 і Цзянь-юй Gi15, на 3 цуні вище точки Цюй-чі Gi11.
14 Бі-нао (臂臑). На лінії, що з'єднує точки Цюй-чи Gi11 і Цзянь-юй Gi15, на 7 цунів вище точки Цюй-чі Gi11, у нижнього краю дельтаподібного м'язи.
15 Цзянь-юй (肩髃). Між акроміальним відростком лопатки і великим горбком плечової кістки. При відведеній в сторону під прямим кутом руці визначаються два поглиблення, точка Цзянь-юй Gi15 розташована в передньому поглибленні.
16 Цзюй-гу (巨骨). у поглибленні всередині від ключично-лопаткового зчленування.
17 Тянь-дин (天鼎). Вище надключичної ямки, на 1 цунь прямо вниз від точки Фу-ту Gi18, у заднього краю грудинно-ключично-соскоподібного м'яза, на рівні нижнього краю Адамового яблука.
18 Фу-ту (扶突). На бічній частині шиї, на 3 цуні назовні від верхнього краю Адамового яблука, між грудинною і ключичною головками грудинно-ключично-соскоподібного м'яза.
19 Хе-ляо (禾髎). Прямо вниз від зовнішнього краю носового отвору, на рівні точки Шуй-гоу VG.26.
20 Ін-сян (迎香). На назолабіальній борозні на рівні середини зовнішнього краю крила носа.